# Pachychelonus fulviventris
Pachychelonus fulviventris är en stekelart som beskrevs av Charles Thomas Brues 1924. Pachychelonus fulviventris ingår i släktet Pachychelonus och familjen bracksteklar. Inga underarter finns listade i Catalogue of Life.